# Tabanus pseudogratus
Tabanus pseudogratus är en tvåvingeart som beskrevs av Candice M. Goodwin 1982. Tabanus pseudogratus ingår i släktet Tabanus och familjen bromsar.
Artens utbredningsområde är Mali. Inga underarter finns listade i Catalogue of Life.